# 邙山之战 (564年)
洛阳之战，北周保定四年（564年），北周十万大军围攻北齐重镇—洛阳，北周派遣柱国尉迟迥进攻，北齐高湛派兰陵王高长恭、大将军斛律光、段韶救援洛阳。最终北齐以少胜多。

## 背景介绍
564年9月，突厥在塞北集结兵力，决定联合北周攻打北齐。北周权臣宇文护于是征集内外诸军20万东进。10月，宇文护派表弟柱国尉迟迥率10万大军进攻洛阳。12月，宇文护派兵切断河阳（今河南孟县）道路，以阻断齐国援兵。但是，因齐国兵力甚微，北周轻敌，认为齐国必不敢出兵迎战，于是放松警惕戒备不严。北齐派皇侄兰陵王高长恭、大将军斛律光救援洛阳，但他们畏惧周军兵力强盛，不敢前进。高湛于是决定与并州都督段韶一起自晋阳南下，亲督诸军解救洛阳。以段韶部为左军，长恭部为中军，斛律光部为右军，周军不意齐军突至，军心不稳，仓卒上山迎战，段韶且战且退诱敌深入；周军越战越疲，齐军趁势发起反击，大败北周军。周军全线溃退被迫撤军，只有大将军柱国韩果的军队得以保全。
这是一次关乎北齐生死存亡的战役，又称邙山之战。  